# Round Table (groupe)
Pour l’article homonyme, voir Round table (think tank).
Round Table est un groupe de J-pop devenu célèbre grâce à leurs compositions pour les génériques d'anime.
Le groupe est né en 1997 avec Katsutoshi Kitagawa (Voix, guitare, bass) et Rieko Ito (Voix et Synthé).
En 2002, Nino rejoint périodiquement le groupe afin de poser sa voix sur plusieurs morceaux.
Toutes ces pistes sortent sous le nom de scène de Round Table featuring Nino.

## Discographie (Round Table)

### Singles
- 29 juin 1998: Big Wave '71 - EP

1. Ride on the Big Wave
2. Get on the Bicycle!
3. Exotic Ooh-Room
4. In the Season
5. Wild Chocolate Brothers

- 30 septembre 1998: Do The Afro!

1. Chocolate
2. Glass Green Polka
3. Do the Afro
4. One Day in the September
5. Little Brownie's Theme

- 27 janvier 1999: Cool Club Rule

1. Cool Club Rule
2. Domino Time Rag
3. Viva!Brownie

- 27 octobre 1999: Perfect World

1. Perfect World
2. Glad to Be Unhappy
3. Do It Again

- 6 décembre 2000: Every Every Every

1. Every Every Every
2. Radio Burnin'
3. All the Way Down

### Albums
- 27 août 1997: World's End

1. Repeat after me
2. Windy
3. World's End
4. So Little Time
5. Mexican Drag Race
6. Arifureta Ichinichi (ありふれた1日)
7. One More Time!!

- 5 décembre 1997: Something in the Snow

1. Light a Candle
2. Tiny Adventure
3. Everybody's Talkin'
4. Radio Time a GO-GO!!
5. Up to Wednesday, 3p.m.
6. Revenge of the Radio Time
7. Picnic
8. Make a Wish, Blow Out a Candle

- 1er avril 1998: Feelin' Groovy

1. How Do You Feel?
2. Feelin' Groovy
3. Don't Ask Me Why
4. Stillness
5. Highway 69
6. Mad Engine joe
7. Beat De Jump
8. Doo-Wop Feelin'

- 27 janvier 1999: Domino

1. Domino
2. Brownie
3. Cool Club Rule
4. Holiday
5. Play the March
6. Summer Rain
7. Battle Cop B.B.
8. Desert Side of the Moon
9. Ring a Bell
10. Christmas Time
11. Domino Again
12. Everything You Know

- 7 juillet 1999: Big Wave '72

1. Here Comes the Big Wave
2. Holiday (Mix '72)
3. One Little Cowboy
4. Let's Go to the Beach!
5. Jazz On a Holiday
6. Ukulele to the Beach
7. You Baby
8. Sunset Holiday
9. End Theme
10. Big Wave '71（Reprise）

- 8 décembre 1999: Cannon Ball

1. Mr.Cannonballer
2. Perfect World
3. Moon Light
4. Everlasting Daydream
5. It's O.K.? Mr. No.1
6. Bamallama Baby
7. Mr.Cannonballer Strikes Back
8. FLY
9. Timeless
10. So Many Colors
11. Brand New Car
12. Say Goodbye

- 29 mars 2000: Look Around

1. Introduction
2. Chocolate
3. Cool Club Rule
4. Holiday （Mix '72）
5. World's End
6. Back on My Feet Again
7. Theme from Look Around
8. Radio Time a Go-Go!!
9. Brownie
10. Get on the Bicycle!
11. Windy
12. Beat De Jump
13. Picnic
14. It's a Sunshine Day - reprise de la chanson The Brady Bunch
15. Feelin' Groovy
16. Look Around Bossa

- 12 juillet 2000: Big Wave 2000 - EP

1. Viva! Samba Parade
2. Big Wave
3. Let's Go to the Beach! （Copacabana Mix）
4. Big Wave 2・0・0・0
5. Tiny Adventure （Cool Summer Mix）
6. Find Your Step!
7. Boys Don't Cry - reprise de Boys Don't Cry (chanson de The Cure).
8. Corcovado
9. Viva! Samba Carnival

- 31 janvier 2001: RADIO BURNIN'

1. Come On! Come On!
2. Every Every Every （Radio Radio Radio Mix）
3. Goin' to the Radio Show
4. Radio Time #1
5. Hello! It's You
6. No No - Yeah Yeah
7. Baby Baby
8. Radio Is Burning
9. Radio Time #2
10. Everyday
11. Across the Highway
12. 1,2,3 for Jump
13. No Reaction
14. You Are No.1
15. Good Night Rosie
16. Come On! Come On! （Reprise）

- 25 août 2003: Big Wave Sunset

1. Opening
2. Big Wave Sunset
3. Let Me
4. Bossa Rie
5. Youngmen Blues
6. Life
7. In the Rain
8. Tell Me Why

- 1er avril 2009: Friday I'm in Love

1. Try a Little Happiness
2. My Girl
3. Under the Moonlight
4. Tooi Machikado (遠い街角)
5. Faraway
6. Friday Night
7. Summer Days
8. Nari Hibiku Kane (鳴り響く鐘)
9. Ai no Yukue (愛の行方)
10. Dancin' All Night
11. Let's Stay Together
12. Dance with Me

## Discographie (Round Table featuring Nino)

### Singles
- 24 avril 2002: Let Me Be with You - Chobits

1. Let Me Be with You
2. Book End Bossa
3. Let Me Be with You （Instrumental）

- 22 janvier 2003: New World - .hack//Legend of the Twilight

1. New World
2. Beautiful
3. New World （Instrumental）

- 22 octobre 2003: Sunny Side Hill - Mujin wakusei Survive

1. Sunny Side Hill
2. Message
3. Sunny Side Hill （Instrumental）
4. Message （Instrumental）

- 23 février 2005: Groovin' Magic - Gunbuster 2

1. Groovin' Magic
2. Stay with Me
3. Groovin' Magic （Instrumental）

- 21 octobre 2005: Rainbow - Aria (manga)

1. Rainbow
2. Just for You
3. Rainbow （Instrumental）
4. Just for You （Instrumental）

- 26 avril 2006: Natsu Machi (夏待ち) - Aria (manga)

1. Natsu Machi (夏待ち)
2. Shiosai (潮騒)
3. 夏待ち （Instrumental）
4. 潮騒 （Instrumental）

- 20 juillet 2006: Puzzle (パズル) - NHK ni yōkoso!

1. Puzzle (パズル)
2. Atashi Datte Onaji Koto Omotteruyo (あたしだって同じこと思ってるよ)
3. パズル （Instrumental）
4. あたしだって同じこと思ってるよ （Instrumental）

- 25 juin 2008: Koi wo Shiteru (恋をしてる) - TV Tōkyō Webtama 3

1. Koi wo Shiteru (恋をしてる)
2. Symphony (シンフォニー)
3. Takaramono -homemade demo ver.- (宝物－homemade demo ver.－)
4. 恋をしてる －sans Nino－
5. シンフォニー －sans Nino－

- 22 octobre 2008: Nagareboshi (ナガレボシ) - Yozakura quartet

1. Nagareboshi (ナガレボシ)
2. Akaneiro Sentimental (茜色センチメンタル)
3. Inori (祈り)
4. ナガレボシ －sans Nino－
5. 茜色センチメンタル －sans Nino－

### Albums
- 23 avril 2003: April

1. Let Me Be with You
2. Dancin' All Night
3. Beautiful
4. New World
5. Day By Day
6. Birthday
7. Book End Bossa
8. Where Is Love
9. Today
10. In April
11. Love Me Baby
12. Let Me Be with You （New Step Mix）

- 30 août 2006: Nino

1. Be Your Girl
2. Groovin' Magic
3. Puzzle ~Extra Hot Mix~ (パズル ~Extra Hot Mix~）
4. Natsu Machi (夏待ち)
5. Message
6. Just for You
7. Shiosai (潮騒)
8. Hello Goodbye (ハローグッバイ)
9. Sunny Side Hill
10. Stay with Me
11. Rainbow
12. Just a Little

- 24 décembre 2008: Distance

1. Long Distance
2. Koi wo Shiteru (恋をしてる)
3. Sayonara
4. Atashi Datte Onaji Koto Omotteru yo (あたしだって同じこと思ってるよ)
5. Sunny Day
6. Toki wo Koete (時を越えて)
7. Nemurenai Yoru (眠れない夜)
8. Akane Iro Sentimental (茜色センチメンタル)
9. Oh! Yeah! -New Year's Mix-
10. Futsuu no Koto (普通の事)
11. Nagareboshi (ナガレボシ)
12. Yokogao (横顔)
13. Takaramono (宝物)
14. Long Distance -reprise-

### Special
En 2007, elles créent une chanson qui apparaît dans les crédits de CLAMP in Wonderland 2. Elle est ajoutée dans l'OST.
- 24 octobre 2007: CLAMP IN WONDERLAND1&2 (PRECIOUS SONGS) - CLAMP in Wonderland

1. action! - 坂本真綾
2. Oh! Yeah!! - ROUND TABLE Feat. Nino
3. あなただけのWONDERLAND - 広谷順子
4. 「あなた」が「しあわせ」であるように - 広谷順子
5. action! －sans 坂本真綾－
6. Oh! Yeah!! －sans Nino－